# Hazel (Washington)
Hazel az Amerikai Egyesült Államok északnyugati részén, Washington állam Snohomish megyéjében elhelyezkedő önkormányzat nélküli település.
Hazel postahivatala 1903 és 1927 között működött. A település névadója egy telepes lánya.

## Fordítás
- Ez a szócikk részben vagy egészben  a   Hazel, Washington című angol Wikipédia-szócikk ezen változatának fordításán alapul.  Az eredeti cikk szerkesztőit annak laptörténete sorolja fel. Ez a jelzés csupán a megfogalmazás eredetét és a szerzői jogokat jelzi, nem szolgál a cikkben szereplő információk forrásmegjelöléseként.